# Prudencio García
Prudencio García (Salinas; 2 de octubre de 1899-Arlington; 15 de noviembre de 1984) fue el primer árbitro estadounidense en participar en una Copa Mundial de Fútbol.

## Trayectoria
Se convirtió en el primer estadounidense en servir como árbitro en una Copa Mundial, cuando fue nombrado miembro del panel de árbitros de la FIFA en la Copa Mundial de 1950 en Brasil. En el Mundial, fue juez de línea en cuatro partidos, dos en la fase de grupos y dos en el grupo final, incluido el tercer puesto entre Suecia y España.
Terminó su carrera como árbitro de la FIFA a finales de 1952 y se retiró en 1962. Siete años después de su retiro, fue incluido en el Salón de la Fama del Fútbol Nacional en 1964 y en el Salón de la Fama del Fútbol de St. Louis en 1975.